# 閻錫山
閻 錫山（えん しゃくざん、1883年10月8日〈光緒9年9月8日〉 - 1960年〈民国49年〉5月23日）は、中華民国の軍人・政治家。字は伯川。号は龍池。
軍人としての最終階級は中華民国陸軍一級上将。中国同盟会に加わり、辛亥革命では山西省での蜂起を主導した。中華民国成立後、北京政府から山西督軍に任じられると、軍政を握る一方で省内の近代化を推進した。1927年、中国国民党の北伐が本格化すると、蔣介石と同盟し、国民政府内で重鎮となった。しかし、権力の拡大とともに蔣介石と次第に対立、反蔣介石戦争の中原大戦で敗北し、一時下野している。復帰後も山西省に拠り、日中戦争期には中国共産党や日本軍と交渉・対立した。最後は国共内戦で共産党に敗北し、台湾へ逃亡している。

## 事績

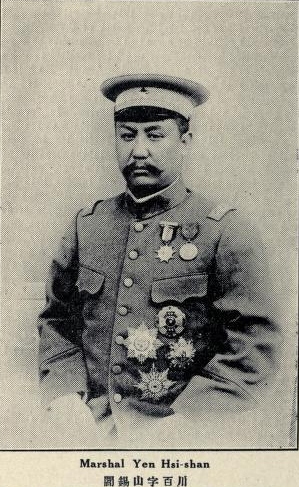
北京政府時代の閻錫山
Who's Who in China 3rd ed. (1925)

### 辛亥革命から山西派指導者へ
1883年（光緒9年）に山西省代州五台県河辺村で高利貸を兼ねた地主の家に生まれた。1902年（光緒28年）、19歳のときに太原にある国立山西武備学堂に入学している。1907年（光緒30年）7月に日本へ留学し、東京振武学校（士官学校の予備校）を経て陸軍士官学校で学ぶ。日本留学中に孫文（孫中山）と知り合い、中国同盟会に加入した。弘前歩兵第31連隊勤務などを経て、1909年（宣統元年）に陸軍士官学校を卒業して帰国している。
帰国後、1910年（宣統2年）に朝廷から新軍第43混成協第86標標統に任命された。しかし、その一方で、同盟会の構成員として秘密裏に革命派の活動を行っている。そして、1911年（宣統3年）の辛亥革命の際に革命派を率いて挙兵、山西省内の清軍を撃破すると、山西軍政府大都督として推戴された。中華民国成立後の1912年（民国元年）3月、袁世凱から正式に山西都督に任命されている。
都督に就任すると閻錫山は山西省の軍政両権を握る。当初の閻錫山は孫文ら革命派ではなく、袁世凱らの北京政府を支持した。しかし、1917年の護法運動勃発後、湖南に派遣した商震率いる山西軍（晋軍）が護法運動派に殲滅されると、北京政府とは不即不離の関係をとるようになる。また、「保境安民」（山西モンロー主義）を唱えて内政に力を入れ、豊富な資源を利用して工業化を進め、山西省を模範省に育てた。こうして閻錫山は山西派（晋系）の指導者として、中華人民共和国成立直前まで山西省をほぼ掌握し続けた。

### 国民革命軍への易幟、反蔣戦争での敗北
1924年（民国13年）、馮玉祥が北京政変（首都革命）を発動した際には、当初中立の姿勢をとったが、最終的に馮玉祥を支持した。しかし、1925年（民国15年）末頃に張作霖・呉佩孚が「討赤」を唱えて対馮玉祥包囲網を形成すると、閻錫山は馮玉祥を見限って討伐する側に転じている。馮玉祥の国民軍が西北へ退却すると、閻錫山は綏遠省も掌握し、自軍を「晋綏軍」と称した。その一方で部下の趙丕廉を武漢に派遣し、密かに国民政府との連携も確立させ始めている。
1927年（民国16年）4月、閻錫山は国民政府から国民革命軍第3集団軍総司令に任命され、6月に易幟を公式に宣言した。また、中国国民党第3期中央執行委員にも選出された。1928年（民国17年）2月からは北京・天津方面へ出兵して奉天派の軍を駆逐し、平津衛戍総司令に任命された。同年10月には国民政府内政部長に任じられている。これにより閻錫山は、従来の根拠地山西省だけでなく、綏遠・察哈爾・河北・北平・天津へと勢力圏を広げたのである。
国民政府の北伐完成後から間もなく、反蔣介石派の軍閥らが次々と挙兵し、各地で戦争が頻発した。閻錫山は初め親蔣介石の姿勢を保っていた。しかし、1930年4月、ついに他の反蔣介石派と連合して4月に陸海空軍総司令を自称し、中原大戦を発動した。ところが、張学良が蔣介石を支持して関内に進軍したため、反蔣介石連合軍は瓦解、閻錫山は大連に逃れ、日本の庇護を受けた。

### 復帰後、山西派壊滅まで
1931年（民国20年）8月、山西に戻り、1932年（民国21年）3月に太原綏靖公署主任に任命されて復権した。1935年（民国24年）4月に陸軍一級上将銜を授与され、12月には軍事委員会副委員長に任じられている。しかし、1936年（民国25年）2月、陝西省から「東征」してきた紅軍（中国共産党）に晋綏軍は惨敗を喫する。これに危機感を覚えた閻錫山は反共から「連共抗日」路線への転換を表明して共産党と和解し、9月には犠牲救国同盟会を成立させた。
1937年（民国26年）、日中戦争が勃発すると、第2戦区司令長官兼山西省政府主席として日本軍に対峙する。閻錫山の地盤は、日本軍、国民党中央軍、共産党軍の進出で動揺した。1939年（民国28年）には、勢力を増大させた共産党軍との間で衝突（晋西事件）も起きる。1941年（民国30年）9月には日本の「対伯工作」を利用して現地日本軍と停戦協定を締結し、兵力を温存した。
1946年（民国35年）から始まった国共内戦では、山西軍に加え、残留した日本兵（中国山西省日本軍残留問題を参照）の部隊（暫編独立第十総隊）を使い、中国人民解放軍と戦った。しかし、閻錫山は次第に劣勢に追い込まれて省会（省都）太原を人民解放軍に包囲されてしまう。1949年（民国38年）3月、代理総統の李宗仁が閻錫山を召還したことも理由となり、飛行機で太原を脱出、南京に逃れた。太原では娘婿の王靖国らが残留して抗戦を継続したが、4月24日に陥落、37年もの間続いた山西派の勢力はここに消滅した。

### 晩年
1949年6月に行政院長兼国防部長に任じられたが、内戦の劣勢により広州を経て台湾に逃れた。この間、香港に逃亡した総統代理の李宗仁に代わって総統代行に就任。1950年（民国39年）3月1日に蔣介石が総統復帰を宣言するまで在職し、1950年3月までに各職を辞任する。台湾では総統府資政や国民党第7期・第8期中央評議委員を務め、その傍ら反共主義の著述に専念した。引退後は陽明山に隠居し、執筆活動に専念。手が不自由になっていたため、第2戦区司令長官就任以来秘書を務めていた原馥庭に口述筆記させていた。1960年（民国49年）5月23日、居宅で死去。享年78（満76歳）。

## 著作
- 『閻錫山の防共政策』（統治問題研究所、1928年）
- 『世界平和のために』（文川堂書房、1950年）
- 『共産主義の何に反対するか？何に依って反共するのか？』（大同学社、1951年）
- 『大同の路』（大同学社、1952年）
- 『大同国際宣言草案』（閻錫山、1955年）

## 関連
- 馮玉祥
- 李宗仁
- 張学良
- 宋哲元
- 中国山西省日本軍残留問題

| 先代（創設） | 山西都督1912年3月 - 1914年6月 | 次代（将軍に改称） |

| 先代（都督から改称） | 山西将軍1914年6月 - 1916年7月 | 次代（督軍に改称） |

| 先代（将軍から改称） | 山西督軍1916年7月 - 1925年1月 | 次代（督弁に改称） |

| 先代（督軍から改称） | 山西督弁1925年1月 - 1927年6月 | 次代（廃止） |

| 先代（創設） | 山西省政府主席1927年6月 - 1929年8月 | 次代商震 |

| 先代薛篤弼 | 内政部長1928年10月 - 1929年9月 （趙戴文が代理） | 次代楊兆泰 |

| 先代（創設） | 蒙蔵委員会委員長1928年12月 - 1930年4月 | 次代馬福祥 |

| 先代趙戴文 | 山西省政府主席1943年12月 - 1949年 | 次代（廃止） |

| 先代何応欽 | 行政院長1949年6月 - 1950年3月 | 次代陳誠 |

| 先代何応欽 | 国防部長1949年6月 - 1950年1月 | 次代顧祝同 |

| 先代何応欽 | 美援会主任1949年6月 - 1950年3月 | 次代陳誠 |

| 先代李宗仁 （代理） | 総統 （行政院長による職務代行）1949年11月 - 1950年2月 | 次代蔣介石 |